# Ser du månen, Daniel
Ser du månen, Daniel (bra: O Sequestro de Daniel Rye)) é um filme biográfico dinamarquês de 2019 dirigido por Niels Arden Oplev. É baseado no livro dinamarquês Puk Damsgård, Foi apresentado na Suécia em 2020 no Festival de Cinema de Gotemburgo. No Brasil, foi lançado pela California Filmes em 2021.

## Sinopse
Baseado em uma história real, o filme segue as experiências do fotógrafo Daniel Rye (Esben Smed), que foi mantido como refém pelo Estado Islâmico do Iraque e do Levante (ÍSIS) por 13 meses.

## Recepção
No agregador de críticas Rotten Tomatoes, que categoriza as opiniões apenas como positivas ou negativas, o filme tem um índice de aprovação de 100% calculado com base em 11 comentários dos críticos. Já no agregador Metacritic, com base em 4 opiniões de críticos que escrevem em maioria para a imprensa tradicional, o filme tem uma média aritmética ponderada de 69 entre 100, com a indicação de "revisões geralmente favoráveis." Escrevendo para o Upcoming On Screen, Scott Gilliland avaliou o filme com 4 estrelas e meia chamando de "ousado e cru, este é um filme angustiante, mas importante de assistir e reconhecer."